# Niet-samendrukbaar oppervlak
In de topologie, een deelgebied van de wiskunde, is een  niet-samendrukbaar oppervlak, een oppervlak, dat is ingebed in een 3-variëteit, een oppervlak dat zo veel mogelijk kan worden vereenvoudigd, terwijl het binnen de 3-variëteit toch niet-triviaal blijft. 
Voor de definitie, stel dat {\displaystyle S} een compact oppervlak is, dat op correcte wijze in een 3-variëteit {\displaystyle M} is ingebed. Stel verder dat {\displaystyle D} een schijf is, die ook in {\displaystyle M} is ingebed, met 
{\displaystyle D\cap S=\partial \!D}
Stel ten slotte dat de kromme {\displaystyle \partial \!D} in {\displaystyle S} geen schijf binnen {\displaystyle S} begrenst. Dan wordt {\displaystyle D} een samendrukbare schijf voor {\displaystyle S} genoemd en kunnen wij {\displaystyle S} ook een samendrukbaar oppervlak in {\displaystyle M} noemen. Indien een dergelijke schijf niet bestaat en {\displaystyle S} geen boloppervlak is, dan noemen we {\displaystyle S} niet-samendrukbaar of meetkundig niet-samendrukbaar.
Een Haken-variëteit is een compacte {\displaystyle P^{2}}-onherleidbare 3-variëteit, die een tweezijdig niet-samendrukbaar oppervlak bevat.